# 경의선
경의선(京義線)은 서울특별시 중구 봉래동2가 서울역과 경기도 파주시 장단면 노상리 도라산역을 잇는 한국철도공사의 간선철도 노선이다. 원래는 서울역과 신의주역을 연결한 간선철도 노선이었으나, 한반도 분단 이후 서울역에서 군사분계선 이남 문산역까지만 경의선으로 불리게 되었다. 이후 남북철도복원에 따른 노선 연장으로 임진강역, 도라산역이 개업하였다. 현재 서울역부터 문산역까지 수도권 전철 경의·중앙선이 운행되고 있다. 통행방향은 전 구간 좌측통행이다.

## 역사

### 남북분단 이전
경의선은 1902년 기공되었으며, 1896년 프랑스 피브릴 사가 처음으로 부설권을 얻었으나 자금 조달이 어려워 부설권을 상실하였다. 1899년 대한철도회사가 다시 특허를 얻었다가 또 다시 실패하자 1900년 정부 기관인 내장원(內藏院)에 서부철도국을 두고 서울 ~ 개성 구간 선로 측량을 시작하였다. 그 뒤 1904년 러일 전쟁이 일어나자 일본은 서울 ~ 신의주 구간 군용 철도를 부설하기 위하여 임시군용철도감부를 설치하였다. 일본제국은 이를 대륙 침략 노선으로 사용하기 위하여 공사를 서둘렀다. 1904년 3월 용산 ~ 개성 구간의 노반공사에 착수, 1905년 평양 - 신의주 구간이 완공되어 용산 ~ 신의주 구간에 직통운전이 시작되었으며, 1906년 청천강·대동강 철교가 준공되면서 전구간이 개통되었다. 1908년 신의주 - 부산 사이(경부철도)에 한국 최초의 급행열차인 융희호(隆熙號)가 운행되기 시작하였다. 그 후 1911년 압록강 철교가 완공되어 중국의 만주를 거쳐 유럽까지 이어지는 국제 철도 노선의 일부가 되기도 하였다. 1920년대에 서울역을 기점으로 하여, 신촌을 지나 가좌동에서 합류하는 신선이 개통되었다. 1943년에는 평양 - 신의주 구간이 복선화되었다. 광복 후 남북 분단이 되었지만 열차는 계속 운행해 오다가 한국 전쟁이 발발하면서 문산 - 개성 구간 운행이 중단되면서 남북간 철도는 끊기게 된다.

### 남북분단 이후
1950년 6월 25일에 발발한 6.25 전쟁으로 인해 문산 ~ 개성간 운행이 중단되었으며, 휴전협정 후 대한민국 교통부 철도국, 철도청에서는 서울역 ~ 문산역까지만을 관할하게 되었다. 2002년 4월 11일 대한민국의 경의선 복원 공사로 도라산역이 신설되었다. 이후 경의선이라는 이름은 대한민국에서 서울 ~ 도라산 간 철도 노선을 일컫는 말로만 쓰게 되었고, 조선민주주의인민공화국(북한)은 평양을 기준으로 설정, 경의선의 도라산 ~ 신의주 구간을 2개로 분화하여 평부선, 평의선으로 각각 이르고 있다.

### 경의선(문산-개성) 복원공사

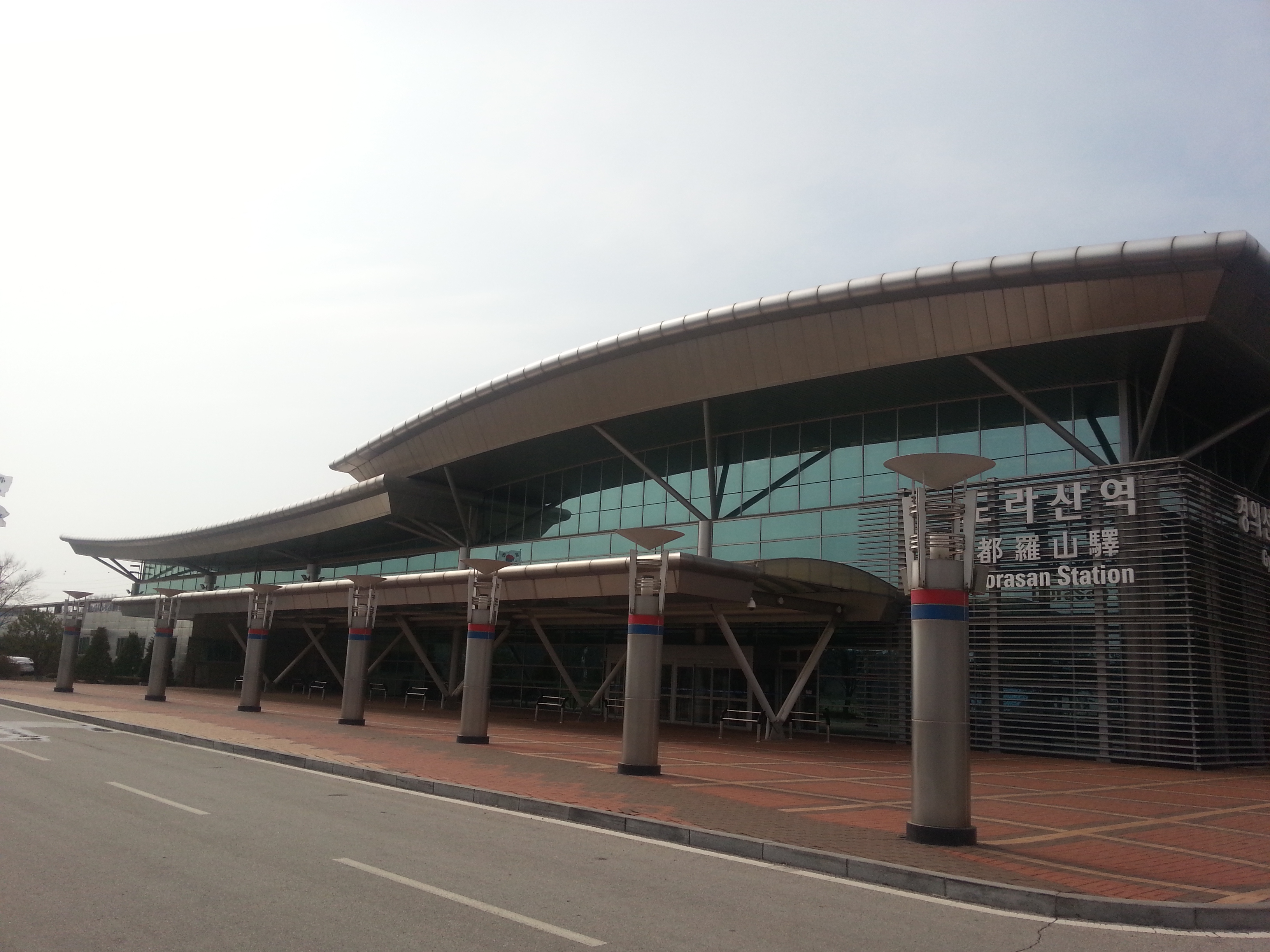
도라산역. 경의선 복원공사로 신설되었다.

경의선 복원 공사 완료로 도라산역을 기점으로 손하역, 판문역, 봉동역 등 3개역이 신설되었다. 2006년 경의선과 동해북부선의 시험 운행이 계획되었으나 조선민주주의인민공화국의 반대로 취소되었다. 이후 재협상을 거쳐 2007년 5월 17일 시험 운행이 이루어졌다.
2007년 12월 11일부터 대한민국의 문산역과 조선민주주의인민공화국의 판문역을 잇는 개성공단 전용 화물열차가 정기 운행을 시작하였다. 그러나 이명박 정부 이후 조선민주주의인민공화국의 잇따른 대남 공세와 금강산 관광객 피격 사망 사건 이후로 남북 관계가 악화되면서 2008년 11월 28일 조선민주주의인민공화국의 일방적인 통보로 운행이 중단되었다.
향후 문산 ~ 도라산 구간 9.7km를 전철화하는 사업이 진행될 예정이며, 우선 문산 ~ 임진강 구간 6km가 2018년 9월 21일 착공, 2020년 3월 28일 개통되었다. 그리고 판문점 선언 이후 동해선과 함께 현대화 사업이 추진되어 남북철도를 연결할 계획이다.

### 수도권 전철 운행

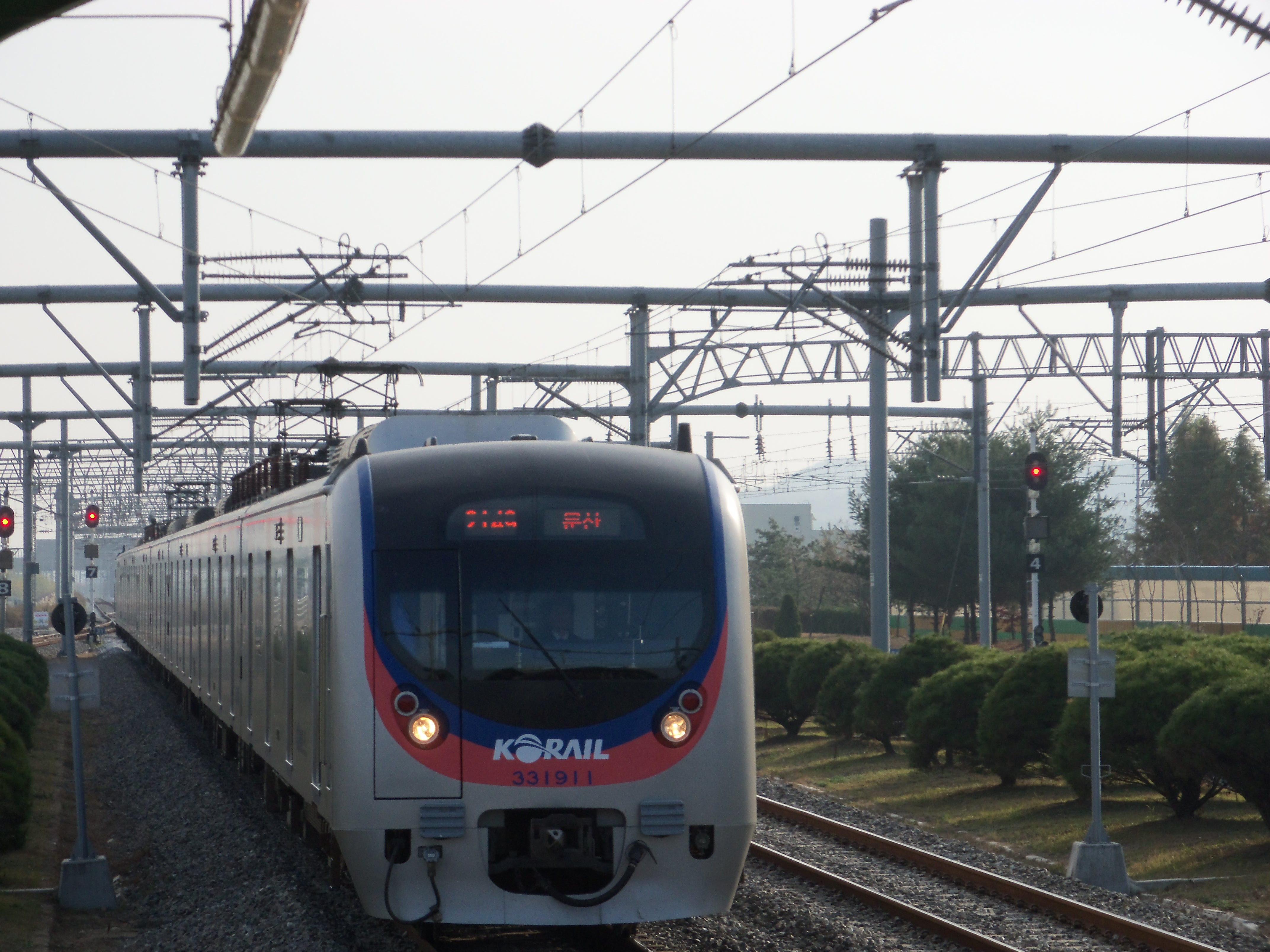
수도권 전철 331000호대 전동차

경의선을 개량해 수도권 전철을 운행하도록 하는 사업은 1989년 일산신도시 개발 계획과 함께 교통대책 일환으로 추진되었다. 하지만 그해 12월 2기 지하철, 일산선 계획이 확정되면서 경의선 전철화 계획은 무기한 연기되고 일산 지역 교통 대책으로 일산선만 건설되었다.
이후 공사 계획은 여러 차례 지연되는 등 우여곡절을 겪은 끝에 1999년 착공되어 2006년 개통을 목표로 추진하였다. 그러나 일산신도시 지역에서 지하화를 요구하면서 공사가 중단되기도 하였고, 2005년 지상화로 합의해 사업이 재개되었다. 2009년 7월 1일 디지털미디어시티 ~ 문산 구간(경의선)이 개통되었고, 전 구간이 복선화되었다. 특히 남북 통일 이후 물동량 급증을 대비해 능곡역 ~ 문산역까지 복복선화가 가능하도록 노반이 2배로 넓게 설계되었다. 또한 수도권 전철 경의선 개통과 함께 강매역이 폐역되었으나, 2014년 10월 25일에 재개통되었다.

## 연혁

### 일제강점기 시절
- 1905년 4월 28일: 용산-신의주(현 : 강안) 사이 중 청천강, 대령강의 교량부분을 제외하고 개통하여 열차의 연락운전 개시. 이 시점에서는 화객혼합열차(貨客混合列車)로 군용품 수송과 함께 일반 여객 수송도 실시하는 형태였다.[3]
- 1906년 4월 3일: 청천강, 대령강의 교량 부분이 개통되어 전구간 개업.[3]
- 1908년 4월 1일: 정식으로 여객 영업 개시. 급행열차 융희호가 본선에 투입됨.[4]
- 1908년 12월 16일: 금촌역 개업.[5]
- 1911년 4월 15일: 잠성역(岑城驛)을 금교역으로 개명함.[6]
- 1911년 11월 1일: 기존의 신의주역을 신의주하급소역으로 개칭하고 신의주역(신의주청년역)을 현재위치에 새로이 개업함. 이 결과 신의주역과 신의주하급소역 구간(강안선)이 본선과 분리됨. 압록강철교(조중우의교)의 완성으로 신의주역은 안둥역(단둥역)과 연결됨.[7]
- 1914년 10월 1일: 맹중리역 개업.[8]
- 1921년 7월 11일 : 남대문~수색 간 개통, 신촌역 개업.[9]
- 1923년 7월 1일: 능곡역, 봉동역, 여현역, 계동역(정방리역), 석암역 개업.[5]
- 1926년 10월 1일: 대동강역 개업.[5]
- 1926년 12월 1일: 신봉산역(동사리원역) 개업.[5]
- 1929년 11월 16일: 서평양역 개업.[10]
- 1930년 12월 25일: 서소문역, 아현리역 개업.[11]
- 1931년 12월 20일: 평산역(태백산성역) 개업.[12]
- 1934년 2월 11일: 간리역 개업.[13]
- 1934년 11월: 특급열차 히카리호가 본선에 투입되기 시작함.
- 1938년 7월 16일: 대교역, 하단역 개업.[14]
- 1938년 9월 1일: 임진강역의 임시영업이 시작됨. 이 역은 경성역 기점 51.9 km 지점에 있었고 영업시한은 1941년 3월 31일까지였음.[15]
- 1939년 12월 1일: 문무리역(문무역) 개업.[16]
- 1939년 11월 1일: 화북교통주식회사소속 특급열차 흥아호(興亞號)가 본선에 투입됨.
- 1941년 5월 7일: 임진강역의 영업시한이 같은 해 10월 31일까지 연장됨.[17]
- 1943년 5월 15일: 평양역~신의주역 구간의 복선공사가 완료.[18]
- 1943년 10월 16일: 양시선의 남신의주역이 본선과의 환승역으로 전환됨.[19]
- 1944년 3월 31일: 서소문역, 아현리역 폐지.[20]

### 해방이후 단선비전철 시절
- 1945년 광복이후 한국전쟁 이전까지 남측에서는 여객열차가 용산역~토성역(개풍역) 구간에 통행하였다. 이 때 북측에서는 사리원역이 종착역이었다.[21]
- 1953년 7월 27일: 한국전쟁의 결과 문산역~개성역 구간이 폐지되고 본선의 구간은 서울역~문산역으로 단축됨. 조선민주주의인민공화국의 구간에 대해서는 평부선, 평의선, 백마선 문서를 참고하시오.
- 1956년 5월 11일 : 운정역 개업.
- 1958년 5월 1일 : 화전역 개업.
- 1963년 11월 10일 : 가좌역 개업.
- 1965년 8월 21일 : 파주역 개업.
- 1966년 1월 1일 : 백마역이 임시승강장으로 개업됨.
- 1967년 1월 9일 : 곡산역 개업.
- 1971년 5월 15일 : 행주임시승강장 개업.
- 1976년 5월 1일 : 행주임시승강장을 강매역으로 개명함.
- 1996년 1월 30일 : 대곡역 개업. 당시에는 수도권 전철 3호선과의 환승이 되지 않았다.
- 1996년 4월 1일 : 행신역 개업.
- 1998년 1월 17일 : 월롱역 개업. 파주역은 문산역 방향으로 0.8 km 이전됨.
- 2000년 6월 15일 : 6·15 남북 공동선언으로 남북간 철도가 연결되는 계기가 마련됨.
- 2000년 7월 31일 : 남북 장관급 회담에서 본선의 연결이 합의됨.
- 2000년 8월 14일 : 탄현역 개업[22]
- 2001년 9월 30일 : 문산역~임진강역 구간이 복원됨. 임진강역이 재개업됨.
- 2002년 4월 11일 : 도라산역 개업.
- 2002년 9월 18일 : 한반도의 군사 분계선(DMZ) 구간 공사 착공.
- 2002년 12월 31일 : 대한민국 측 구간 공사 완료.
- 2003년 6월 14일 : 경의선, 동해북부선 연결식이 거행됨. 행사는 남한과 북한에서 따로 진행되었음.
- 2004년 4월 1일 : 서울역과 행신역에 KTX 열차가 투입됨.
- 2004년 10월 31일 : 금릉역, 운천역 개업[23]
- 2007년 5월 17일 : 경의선 남북 연결 구간 (문산 - 개성) 간의 시험 운전이 실시됨.[24]
- 2007년 6월 3일 : 가좌역에서 선로의 노반이 침하하여 붕괴됨. 이 결과 열차 운행이 중단됨.[25]
- 2008년 11월 28일 : 문산역~봉동역구간에 화물열차의 운행이 중단됨.

### 광역전철 시대
- 2009년 7월 1일 : 서울역~문산역 구간이 수도권 전철구간으로 전환됨.[26] 이에 따라 통근열차는 문산역~도라산역 구간 운행. 디지털미디어시티역이 서울 지하철 6호선과 환승역으로 전환되고 대곡역은 수도권 전철 3호선과의 환승역으로 전환됨. 풍산역 개업. 강매역 폐지.
- 2009년 7월 6일 : 서울역과 신촌역 사이에 있는 아현터널 부근에서 공사중인 크레인이 전도되어 선로를 덮친 사고가 일어나 열차 운행이 중단됨.[27]
- 2012년 12월 15일 : 가좌역에 지하승강장이 설치되어 공덕역행 열차가 투입됨.
- 2014년 5월 4일 : 문산역~도라산역간을 운행하는 통근열차가 폐지되고 서울역~도라산역간 DMZ-TRAIN이 투입됨.
- 2014년 6월 30일 : 경의선과 인천국제공항철도(공항철도)를 연결하는 수색직결선 사용 개시[28]
- 2014년 10월 25일 : 강매역 재개업[29]
- 2014년 12월 27일 : 수도권 전철 중앙선과 직결운행 개시.(가좌~서울역 구간 제외)
- 2015년 10월 31일 : 야당역 개업.
- 2017년 11월 28일 : 서울역 승강장 구역사 (문화역서울 284) 이전 및 영업개시
- 2019년 4월 17일 : 철도 노선번호 변경에 따라 303으로 변경[30]
- 2020년 3월 28일 : 문산역~임진강역 구간이 수도권 전철 경의·중앙선구간에 편입됨.
- 2020년 8월 19일 : 경원선과 시간표 통합[31]
- 2021년 12월 11일 : 임진강역 ~ 도라산역 구간이 수도권 전철 경의·중앙선구간에 편입됨.
- 2022년 2월 12일 : 수도권 전철 경의·중앙선 임진강역 ~ 도라산역 구간 다시 운행 중지
- 2022년 12월 17일 : 운천역 개통
- 2023년 11월 21일 : 화전역을 한국항공대역으로 역명 변경.
- 2024년 8월 9일 : 수도권 전철 경의·중앙선 임진강역 ~ 도라산역 구간 다시 운행 재개

## 운영
- 행신역과 서울역은 KTX가 운행한다.
- 서울 - 도라산까지 전 구간을 운행하는 열차는 평화열차가 유일하다.

## 차량
- 한국철도공사 321000호대 전동차 (가좌 - 문산)구간에만 운행한다.
- 한국철도공사 331000호대 전동차 (서울 - 문산 - 임진강)구간에만 운행한다.
- 한국철도공사 319000호대 전동차 (서울 - 문산 - 임진강)구간에만 운행한다.
- 한국철도공사 381000호대 전동차 (서울 - 문산 - 임진강)구간에만 운행한다.
- 한국철도공사 391000호대 전동차 (능곡 - 일산)구간에만 운행한다.
- KTX (서울 - 행신)
- KTX-산천 (서울 - 행신)

과거에 운행하던 차량은 다음과 같다.
- 351000호대 전동차 : 1개 편성(35161편성)
- 319000호대 전동차 : 2개 편성(31903편성~31904편성)
- 새마을형 디젤 액압 동차
- 통일호
- 통근열차
- 평화열차(DMZ-Train) (서울 - 도라산)

## 역 목록

### 운행중인 역 목록
- ● 수도권 전철 경의·중앙선은 서울 ~ 문산 전역, 문산, 임진강 정차
- 급: ● 수도권 전철 경의·중앙선 급행열차
- 일: ● 수도권 전철 경의·중앙선 일반열차
- 평: 평화열차
- 딥 그린색 (■): 서해선 공유 구간

●: 모든 열차 정차 ▲: 일부 열차 정차
| 역 번호                 | 역명             | 로마자 역명           | 한자 역명  | KTX      | 급       | 일 | 평 | 접속 노선                                                                                     | 역간 거리 | 영업 거리 | 소재지     | 소재지   |
| ----------------------- | ---------------- | --------------------- | ---------- | -------- | -------- | -- | -- | --------------------------------------------------------------------------------------------- | --------- | --------- | ---------- | -------- |
| P313                    | 서울역           | Seoul Station         | 서울驛     | ●        | ●        | ●  | ●  | 경부선 ● 수도권 전철 1호선 ● 수도권 전철 4호선 ● 인천국제공항철도 ● 수도권 광역급행철도 A노선 | 0.0       | 0.0       | 서울특별시 | 용산구   |
| P314                    | 신촌             | Sinchon               | 新村       | ｜       | ●        | ●  | ｜ |                                                                                               | 3.1       | 3.1       | 서울특별시 | 서대문구 |
| K315                    | 가좌             | Gajwa                 | 加佐       | ｜       | ▲        | ●  | ｜ | 용산선 ● 수도권 전철 경의·중앙선 수색기지 입출고선                                            | 2.7       | 5.8       | 서울특별시 | 마포구   |
| K316                    | 디지털미디어시티 | Digital Media City    | 빈칸       | ｜       | ●        | ●  | ｜ | ● 서울 지하철 6호선 ● 인천국제공항철도                                                        | 1.7       | 7.5       | 서울특별시 | 은평구   |
| K317                    | 수색             | Susaek                | 水色       | ｜       | ｜       | ●  | ｜ | 수색기지 입출고선                                                                             | 0.6       | 8.1       | 서울특별시 | 은평구   |
|                         |                  |                       |            | ｜       | ｜       | ｜ | ｜ | 수색직결선 (● 인천국제공항철도)                                                               |           | (8.882)   | 서울특별시 | 은평구   |
| K318                    | 한국항공대       | Korea Aerospace Univ. | 韓國航空大 | ｜       | ｜       | ●  | ｜ | 고양기지 입출고선                                                                             | 3.4       | 11.5      | 경기도     | 고양시   |
| K319                    | 강매             | Gangmae               | 江梅       | ｜       | ｜       | ●  |    |                                                                                               | 2.5       | 14.0      | 경기도     | 고양시   |
| K320                    | 행신             | Haengsin              | 幸信       | ▲        | ●        | ●  | ｜ |                                                                                               | 0.9       | 14.9      | 경기도     | 고양시   |
| K321                    | 능곡             | Neunggok              | 陵谷       | 미 운 행 | ｜       | ●  | ●  | ● 수도권 전철 서해선 교외선                                                                   | 1.5       | 16.4      | 경기도     | 고양시   |
| K322                    | 대곡             | Daegok                | 大谷       | 미 운 행 | ●        | ●  | ｜ | ● 수도권 전철 3호선 ● 수도권 광역급행철도 A노선 교외선                                        | 1.8       | 18.2      | 경기도     | 고양시   |
| K323                    | 곡산             | Goksan                | 谷山       | 미 운 행 | ｜       | ●  | ｜ |                                                                                               | 1.7       | 19.9      | 경기도     | 고양시   |
| K324                    | 백마             | Baengma               | 白馬       | 미 운 행 | ●        | ●  | ｜ |                                                                                               | 1.6       | 21.5      | 경기도     | 고양시   |
| K325                    | 풍산             | Pungsan               | 楓山       | 미 운 행 | ｜       | ●  | ｜ |                                                                                               | 1.7       | 23.2      | 경기도     | 고양시   |
| K326                    | 일산             | Ilsan                 | 一山       | 미 운 행 | ●        | ●  | ｜ |                                                                                               | 1.9       | 25.1      | 경기도     | 고양시   |
| K327                    | 탄현             | Tanhyeon              | 炭峴       | 미 운 행 | ●        | ●  | ｜ |                                                                                               | 1.7       | 26.8      | 경기도     | 고양시   |
| K328                    | 야당             | Yadang                | 野塘       | 미 운 행 | ●        | ●  | ｜ |                                                                                               | 2.1       | 28.9      | 경기도     | 파주시   |
| K329                    | 운정             | Unjeong               | 雲井       | 미 운 행 | ●        | ●  | ｜ |                                                                                               | 1.5       | 30.4      | 경기도     | 파주시   |
| K330                    | 금릉             | Geumneung             | 金陵       | 미 운 행 | ▲        | ●  | ｜ |                                                                                               | 3.1       | 33.5      | 경기도     | 파주시   |
| K331                    | 금촌             | Geumchon              | 金村       | 미 운 행 | ●        | ●  | ｜ |                                                                                               | 2.1       | 35.6      | 경기도     | 파주시   |
| K333                    | 월롱             | Wollong               | 月籠       | 미 운 행 | ｜       | ●  | ｜ |                                                                                               | 4.1       | 39.7      | 경기도     | 파주시   |
| K334                    | 파주             | Paju                  | 坡州       | 미 운 행 | ｜       | ●  | ｜ |                                                                                               | 2.2       | 41.9      | 경기도     | 파주시   |
| K335                    | 문산             | Munsan                | 文山       | 미 운 행 | ●        | ●  | ●  | 문산기지 입출고선, 임진강 방면                                                                | 4.4       | 46.3      | 경기도     | 파주시   |
| K336                    | 운천             | Uncheon               | 雲泉       | 미 운 행 | 미 운 행 | ▲  | ●  | 문산, 임진강 방면                                                                             | 3.7       | 50.0      | 경기도     | 파주시   |
| K337                    | 임진강           | Imjingang             | 臨津江     | 미 운 행 | 미 운 행 | ▲  | ●  | 문산 방면                                                                                     | 2.3       | 52.3      | 경기도     | 파주시   |
| K338                    | 도라산           | Dorasan               | 都羅山     | 미 운 행 | 미 운 행 | ▲  | ●  | 운행 중지                                                                                     | 3.8       | 56.1      | 경기도     | 파주시   |
| 남북 경계 (이후 평부선) |                  |                       |            |          |          |    |    |                                                                                               |           |           |            |          |

## 지선 노선
경의선에는 총 7개의 지선 철도가 있다.
| 번호  | 노선 명칭      | 기점         | 종점             | 연장(km) | 비고                                                     |
| ----- | -------------- | ------------ | ---------------- | -------- | -------------------------------------------------------- |
| 30301 | 효창선         | 용산역       | 효창공원앞역     | 1.8      | 한국철도공사의 열차운전시행세칙에서 삭제되어 사실상 폐선 |
| 30302 | 용산선         | 용산역       | 가좌역           | 7.0      |                                                          |
| 30303 | 교외선         | 능곡역       | 의정부역         | 31.8     |                                                          |
| 30304 | 수색객차출발선 | 수색기지     | 가좌역           | 2.4      |                                                          |
| 30305 | 고양기지선     | 한국항공대역 | 고양기지         | 1.7      | 행신역 운행 KTX 이용 선로                                |
| 30306 | 문산기지선     | 문산역       | 문산기지         | 2.1      |                                                          |
| 30307 | 수색직결선     | (경의선)     | (인천국제공항선) | 2.2      |                                                          |

### 효창선
효창선은 용산역과 효창공원앞역을 연결하는 철도 노선이다.

### 용산선
용산선은 용산역과 가좌역을 연결하는 철도 노선이다. 수도권 전철 경의·중앙선이 운행된다.

### 수색객차출발선
수색객차출발선은 수색차량사업소와 가좌역을 잇는 지선으로, 수색차량기지의 차량 입출고를 위해 설치된 노선이다.

### 고양기지선
고양기지선은 한국항공대역과 수도권철도차량정비단을 잇는 철도로, 한국항공대역을 지나간 후 경의선 왼쪽에서 분기한다.
수도단으로 입·출고하는 KTX 열차가 이용하며, 행신역을 오고가는 KTX 또한 고양기지선으로 운행한다.
| 역명       | 접속 노선 | 역간 거리 | 영업 거리 | 소재지 | 소재지        |
| ---------- | --------- | --------- | --------- | ------ | ------------- |
| 한국항공대 | 경의선    | 0.0       | 0.0       | 경기도 | 고양시 덕양구 |
| 고양기지   |           | 1.7       | 1.7       | 경기도 | 고양시 덕양구 |

### 문산기지선
문산기지선은 문산역과 문산차량사업소를 잇는 철도이다. 수도권 전철 경의·중앙선의 입출고 열차가 사용한다.
| 역명     | 접속 노선 | 역간 거리 | 영업 거리 | 소재지 | 소재지 |
| -------- | --------- | --------- | --------- | ------ | ------ |
| 문산     | 경의선    | 0.0       | 0.0       | 경기도 | 파주시 |
| 문산기지 |           | 2.1       | 2.1       | 경기도 | 파주시 |

### 수색직결선
수색직결선은 경의선 수색역 인근 경의선 서울 기점 8.882km 지점에서 인천국제공항선 서울역 기점 13.583km 지점을 잇는 철도이다.
| 역명                              | 접속 노선        | 역간 거리 | 영업 거리 | 소재지 | 소재지 |
| --------------------------------- | ---------------- | --------- | --------- | ------ | ------ |
| (경의선 분기)                     | 경의선           | 0.0       | 0.0       | 경기도 | 파주시 |
| (인천국제공항철도(공항철도) 분기) | 인천국제공항철도 | 2.2       | 2.2       | 경기도 | 파주시 |

## 비판

### 수도권 전철
- 경의선 복선 전철 개통 당시 일부 전철역들이 완공이 덜 된 상태에서 너무 급하게 전철을 개통시킨 것이 아니냐는 지적이 있었다.[32]
- 경의선을 복선 전철화할 때 한국철도시설공단과 참여 시공사들이 부실 공사를 하였다는 의혹이 제기되고 있지만, 공단은 이를 무시하였다.[33]
- 대곡역의 환승 통로가 지나치게 승객들을 우회시켜 환승객들의 불편을 가져오고 있으며, 환승역에는 장애인을 위한 편의시설조차 설치되어 있지 않다는 지적이 있다.[34]
- 경의선 전철 개통과 동시에 한국철도공사가 행신역과의 거리를 이유로 강매역을 폐역한 것에 대하여 행신2지구 주민들이 반발한 적이 있었다. 이로 인해 강매역을 신축하여 영업을 재개하기로 합의, 2014년 10월 25일에 재개통되었다.
- 일부 서울역행 전동열차 편성으로 인해 용산선 가좌역(지하) 이남의 역들은 일부 시간대에 30분 배차간격이 발생하게 되었다. 그래서 대곡역까지 운행하는 공덕역 출발 급행 열차가 신설되었으며, 평일에만 운행하는 공덕발 대곡행 완행열차도 1편성 있었으나 직결운행 직후 대곡역 착발 열차는 서울역 착발의 완행열차 운행으로 일원화되었다.

## 경의선의 교통량

### 열차 통과량
2023년도 철도통계연보에 따르면, 경의선을 경유하는 정기열차의 운행 빈도는 다음과 같다.(단위 : 회/일, 작성기준 : 편도, 주중)
| 서울 - 수색             | 163 | 23 | 0 | 29  | 7 | 59  |
| 수색 - 능곡             | 185 | 23 | 0 | 111 | 7 | 141 |
| 능곡 - 문산             | 191 | 0  | 0 | 141 | 0 | 141 |
| 문산 - 도라산           | 55  | 0  | 0 | 2   | 0 | 2   |
| 경의2선                 |     |    |   |     |   |     |
| 디지털미디어시티 - 능곡 | 185 | 0  | 0 | 85  | 0 | 85  |

### 이용객 변동
다음 자료는 2000년부터 2015년까지 한국철도공사 한국철도통계 내용을 모은 것이다.
| 구분       | 이용 인원수 (명) | 이용 인원수 (명) | 이용 인원수 (명) | 이용 인원수 (명) | 이용 인원수 (명)             | 이용 인원수 (명)             | 이용 인원수 (명)             | 이용 인원수 (명)             | 이용 인원수 (명)             | 이용 인원수 (명)             | 이용 인원수 (명)             | 이용 인원수 (명)             | 이용 인원수 (명)             | 이용 인원수 (명)             | 이용 인원수 (명)             | 이용 인원수 (명)             | 각주   |
| 구분       | 2000년           | 2001년           | 2002년           | 2003년           | 2004년                       | 2005년                       | 2006년                       | 2007년                       | 2008년                       | 2009년                       | 2010년                       | 2011년                       | 2012년                       | 2013년                       | 2014년                       | 2015년                       | 각주   |
| ---------- | ---------------- | ---------------- | ---------------- | ---------------- | ---------------------------- | ---------------------------- | ---------------------------- | ---------------------------- | ---------------------------- | ---------------------------- | ---------------------------- | ---------------------------- | ---------------------------- | ---------------------------- | ---------------------------- | ---------------------------- | ------ |
| 비둘기     | 0                | 0                | 0                | 0                | 0                            | 0                            | 0                            | 0                            | 0                            | 0                            | 0                            | 0                            | 0                            | 0                            | 0                            | 0                            | [ 35 ] |
| 통일(통근) | 2,903,815        | 2,643,295        | 3,321,300        | 3,534,363        | 4,433,232                    | 5,191,191                    | 5,073,679                    | 4,895,495                    | 5,443,426                    | 2,777,781                    | 181,258                      | 129,477                      | 91,774                       | 83,291                       | 20,404                       | 0                            | [ 35 ] |
| 무궁화     | 10,842           | 4,644            | 6,315            | 6,817            | 6,972                        | 1,486                        | 1,640                        | 11,716                       | 21,745                       | 3,831                        | 8,357                        | 9,889                        | 3,978                        | 9,571                        | 6,560                        | 3,250                        | [ 35 ] |
| 새마을     | 300              | 0                | 0                | 357              | 4,106                        | 7,937                        | 14,171                       | 63,074                       | 98,568                       | 33,783                       | 622                          | 0                            | 1,084                        | 0                            | 60,392                       | 54,907                       | [ 35 ] |
| KTX        | 미개통           | 미개통           | 미개통           | 미개통           | 39,794                       | 144,866                      | 179,504                      | 177,594                      | 192,735                      | 204,905                      | 231,723                      | 274,221                      | 304,317                      | 365,542                      | 309,133                      | 26,809                       | [ 35 ] |
| 건설       | 11,303           | 10,444           | 11,100           | 11,917           | 각 종별 열차 이용객에 포함됨 | 각 종별 열차 이용객에 포함됨 | 각 종별 열차 이용객에 포함됨 | 각 종별 열차 이용객에 포함됨 | 각 종별 열차 이용객에 포함됨 | 각 종별 열차 이용객에 포함됨 | 각 종별 열차 이용객에 포함됨 | 각 종별 열차 이용객에 포함됨 | 각 종별 열차 이용객에 포함됨 | 각 종별 열차 이용객에 포함됨 | 각 종별 열차 이용객에 포함됨 | 각 종별 열차 이용객에 포함됨 | [ 35 ] |
| 정기권     | 864,477          | 1,028,778        | 880,309          | 963,349          | 각 종별 열차 이용객에 포함됨 | 각 종별 열차 이용객에 포함됨 | 각 종별 열차 이용객에 포함됨 | 각 종별 열차 이용객에 포함됨 | 각 종별 열차 이용객에 포함됨 | 각 종별 열차 이용객에 포함됨 | 각 종별 열차 이용객에 포함됨 | 각 종별 열차 이용객에 포함됨 | 각 종별 열차 이용객에 포함됨 | 각 종별 열차 이용객에 포함됨 | 각 종별 열차 이용객에 포함됨 | 각 종별 열차 이용객에 포함됨 | [ 35 ] |
| 합계       | 3,790,737        | 3,687,161        | 4,219,024        | 4,516,803        | 4,484,104                    | 5,345,480                    | 5,268,994                    | 5,147,879                    | 5,756,474                    | 3,020,300                    | 421,960                      | 413,587                      | 401,153                      | 458,404                      | 396,489                      | 84,966                       | [ 35 ] |

## 미래
중장기적으로 남북 통일 이후 물동량 급증을 대비해 디지털미디어시티역 ~ 능곡역 구간은 이미 복복선화되어있고, 문산역까지는 복복선화가 가능하도록 노반이 2배로 넓게 설계되었다. 장차 경의고속철도 건설추진시 수색 ~ 서울역 구간 선로용량 부족대비 차원으로 수색 ~ 금천구청간 고속선 지하화를 추진하는 제4차 국가철도망 구축계획이 발표되었다.

## 같이 보기
- 용산선
- 수도권 전철 경의선
- ● 수도권 전철 경의·중앙선
- 남북철도 연결사업
- 2007년 남북 열차 시험운행